# Cardeal-diácono
Cardeal-Diácono é o prelado que mais de perto auxilia o Papa nos diferentes Dicastérios da Cúria Romana. Os membros da Cúria Romana que são elevados a Cardeal são incardinados na Ordem dos Diáconos do Colégio Cardinalício, salvo se no passado tiverem exercido funções de Bispo Diocesano ou Arcebispo Metropolitano, caso em que são incluídos na Ordem dos Presbíteros.